# Till the End of Time
Till the End of Time é um filme de drama de 1946, dirigido por Edward Dmytryk e estrelado por Dorothy McGuire, Guy Madison, Robert Mitchum e Bill Williams. O roteiro foi baseado no romance They Dream of Home, de Niven Busch.

## A produção

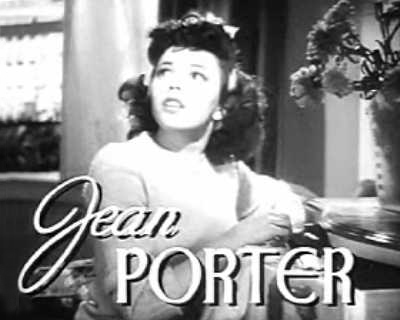
Vivaz e adorável, Jean Porter interpretava mocinhas ingênuas em pequenas comédias e faroestes B nos anos 1940. Além de The Youngest Profession (1943) e Till the End of Time, teve poucas chances de mostrar seu talento. Casou-se com Edward Dmytryk em 1948 e com ele fez seu último filme, The Left Hand of God (1955). Após rápida passagem pela TV, abandonou a carreira em 1961.

Lançado meses antes do mais famosoThe Best Years of Our Lives, o filme trata do mesmo tema: a readaptação à vida civil de veteranos da Guerra, neste caso três ex-fuzileiros navais.
Realista e convincente, um dos grandes sucessos da RKO no ano, a película é outra coprodução entre o estúdio e David O. Selznick, que forneceu o produtor Dore Schary, os dois astros centrais, e ainda o romance They Dream of Home de Niven Bush e o roteiro nele baseado. A RKO entrou com o restante.
A cena mais famosa é a da briga no bar entre os ex-combatentes e membros de uma organização racista, semelhante ao Ku Klux Klan. Vista com naturalidade na época, tornou-se depois fonte de grandes aborrecimentos para o produtor, diretor e roteirista, pois o Comitê de Atividades Antiamericanas tachou a sequência de "comunista.
A canção Till the End of Time, de Buddy Kaye e Ted Mossman, baseada na Polonaise Opus 53 em Lá bemol maior, de Chopin, foi um grande sucesso popular.

## Sinopse
Cliff, William e Perry são ex-soldados que retornam para casa com o fim da Guerra e tentam recomeçar suas vidas. Os pais de Cliff querem que ele arranje logo um emprego e um casamento. William sonha com um rancho, mas endivida-se após desastrosa viagem a Las Vegas. Perry, por sua vez, é um ex-boxeador que perdeu as duas pernas no campo de batalha e não consegue evitar a autocomiseração. Cliff, pelo menos, recebe apoio de Pat, viúva de guerra amarga e instável emocionalmente.

## Elenco
| Ator/Atriz       | Personagem             |
| ---------------- | ---------------------- |
| Dorothy McGuire  | Pat Ruscomb            |
| Guy Madison      | Cliff Harper           |
| Robert Mitchum   | William Tabeshaw       |
| Bill Williams    | Perry Kincheloe        |
| Tom Tully        | C. W. Harper           |
| William Gargan   | Sargento Gunny Watrous |
| Jean Porter      | Helen Ingersoll        |
| Johnny Sands     | Tommy Hendricks        |
| Loren Tindall    | Pinky                  |
| Ruth Nelson      | Amy Harper             |
| Selena Royle     | Senhora Kincheloe      |
| Harry Von Zell   | Scuffy                 |
| Richard Benedict | Soldado do Idaho       |